# ミルトン・マクドナルド

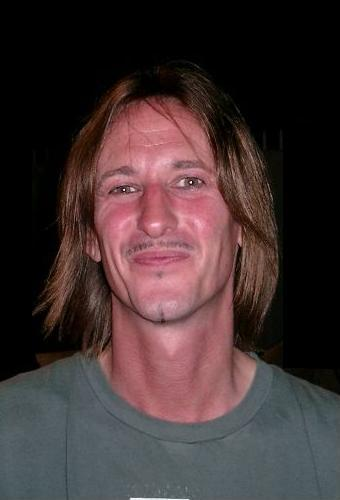
ミルトン・マクドナルド

ミルトン・マクドナルド（Milton McDonald）は、イギリスのミルトン・キーンズ出身のギタリスト。
主にセッション・ギタリストとして活動。ABWH、パトリシア・カース、スパイス・ガールズ、S Club 7、レイ・デイヴィス、テイク・ザット、ロバート・パーマー、ミック・ジャガー、ティナ・ターナー、アトミック・キトゥン、ミレーヌ・ファルメールなど、幅広い活動を繰り広げている。
| スタブアイコン | サブスタブ | この項目は、まだ閲覧者の調べものの参照としては役立たない、音楽関係者（バンド等）に関連した書きかけの項目です。この項目を加筆・訂正などしてくださる協力者を求めています（P:音楽/PJ:芸能人）。 |